# ریکونین
ریکونین (به لاتین: Řikonín) یک منطقهٔ مسکونی در جمهوری چک است که در ناحیه برنو-تسوونتری واقع شده‌است. ریکونین ۲٫۶۱ کیلومتر مربع مساحت و ۳۵ نفر جمعیت دارد و ۳۵۵ متر بالاتر از سطح دریا واقع شده‌است.

## نگارخانه

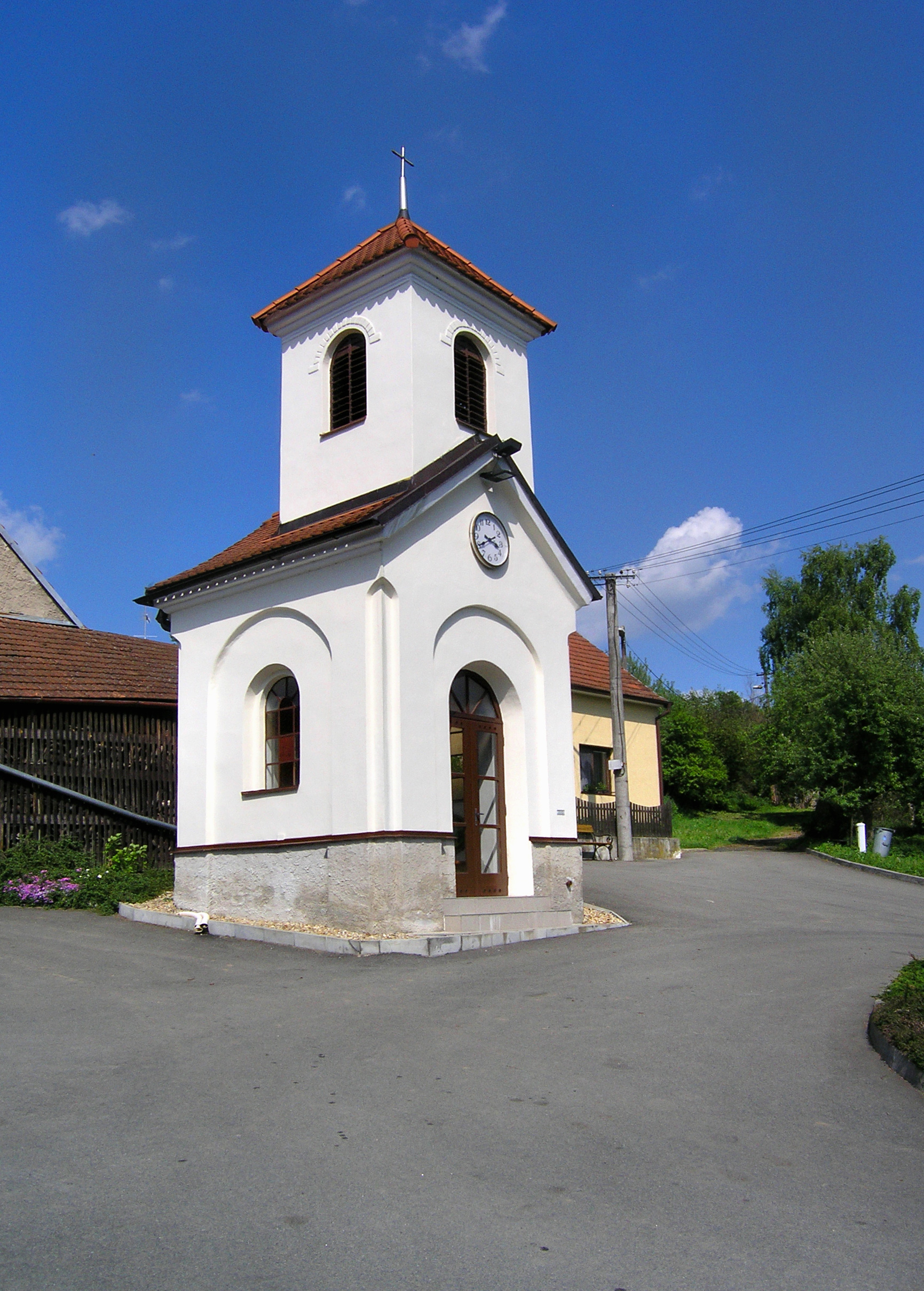
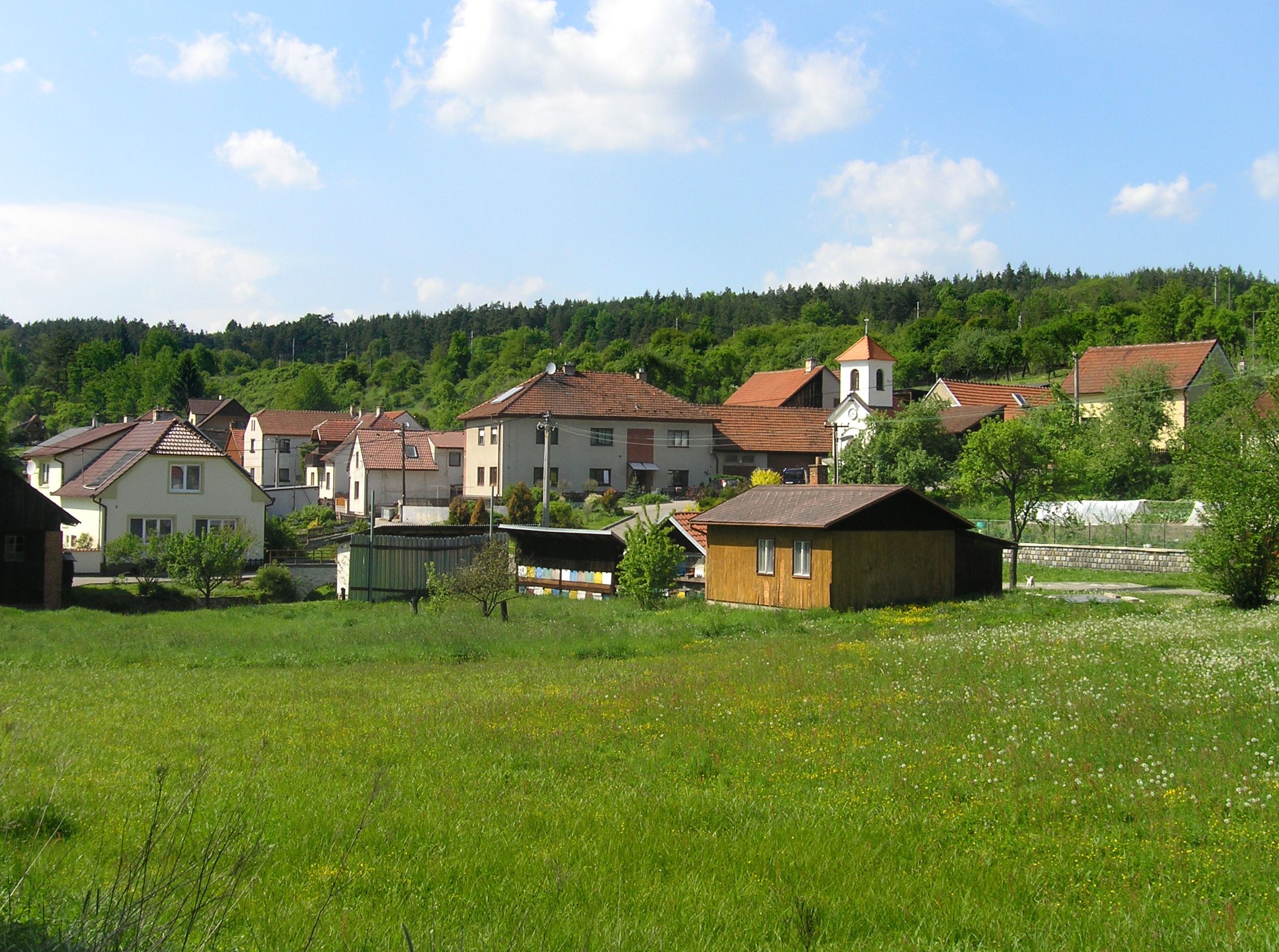